# Prêmio Guarani de Cinema Brasileiro 2002
O Prêmio Guarani de Cinema Brasileiro de 2002 é a sétima edição do Prêmio Guarani, organizada pela Academia Guarani de Cinema. Nesta edição, a premiação ganhou uma nova categoria, a do júri popular, na qual o público podia votar no filme favorito através da internet. Os indicados passaram por uma criteriosa avaliação de críticos de cinema de todas as regiões do Brasil, que elegeram cinco finalistas que se destacaram no cinema durante o ano de 2001 nas 18 categorias da premiação.

## Vencedores e indicados
Os vencedores estão em negrito, de acordo com o site Papo de Cinema:
| Melhor Filme | Melhor Direção |
| --- | --- |
| - Bicho de Sete Cabeças – Luiz Bolognesi, Caio Gullane, Marco Mueller e Sara Silveira - Amores Possíveis – Sandra Werneck - Bufo & Spallanzani – Flávio Tambellini e Andrucha Waddington - Copacabana – Bianca de Felippes - Domésticas – Andrea Barata Ribeiro                                   | - Laís Bodanzki – Bicho de Sete Cabeças - Fernando Meirelles e Nando Olival – Domésticas - Flávio Tambellini – Bufo & Spallanzani - Guel Arraes – Caramuru: A Invenção do Brasil - Sandra Werneck – Amores Possíveis |
| Melhor Atriz | Melhor Ator |
| - Glória Pires – A Partilha como Selma da Costa - Camila Pitanga – Caramuru: A Invenção do Brasil como Paraguaçu - Carolina Ferraz – Amores Possíveis como Júlia - Dira Paes – O Casamento de Louise como Luzia - Graziella Moretto – Domésticas como Roxane                                      | - Rodrigo Santoro – Bicho de Sete Cabeças como Neto - Marco Nanini – Copacabana como Alberto - Murilo Benício – Amores Possíveis como Carlos - Tony Ramos – Bufo & Spallanzani como Inspetor Guedes - Werner Schünemann – Netto Perde Sua Alma como General Netto |
| Melhor Atriz Coadjuvante | Melhor Ator Coadjuvante |
| - Irene Ravache – Amores Possíveis como mãe de Pedro - Cássia Kiss – Bicho de Sete Cabeças como Meire - Débora Bloch – Caramuru: A Invenção do Brasil como Isabelle Vielmond, Marquesa de Sevilha - Paloma Duarte – A Partilha como Laura da Costa - Sônia Braga – Memórias Póstumas como Marcela | - Juca de Oliveira – Bufo & Spallanzani como Ceresso - Emílio de Mello – Amores Possíveis como Pedro - Marco Nanini – O Xangô de Baker Street como Delegado Mello Pimenta - Othon Bastos – Bicho de Sete Cabeças como Seu Wilson - Tonico Pereira – Caramuru: A Invenção do Brasil como Cacique Itaparica                                                                                         |
| Melhor Roteiro Original | Melhor Roteiro Adaptado |
| - Amores Possíveis – Paulo Halm - Caramuru: A Invenção do Brasil – Guel Arraes e Jorge Furtado - Copacabana – Carla Camurati, Melanie Dimantas e Yoya Wursch - Quase Nada – Sérgio Rezende - Tainá, Uma Aventura na Amazônia – Claudia Levay e Reinaldo Moraes                                    | - Bicho de Sete Cabeças – Luiz Bolognesi - Bufo & Spallanzani – Flávio Tambellini, Patrícia Melo e Ruben Fonseca - Domésticas – Renata Melo, Nando Olival, Fernando Meirelles e Cecília Homem de Mello - Netto Perde Sua Alma – Tabajara Ruas, Beto Souza, Lígia Walper, Fernando Mares de Souza e Rogério Brasil Ferrari - A Partilha – João Emanuel Carneiro, Daniel Filho e Mark Haskell Smith |
| Melhor Fotografia | Melhor Direção de Arte |
| - Netto Perde Sua Alma – Roberto Henkin - Bicho de Sete Cabeças– Hugo Kovensky - Copacabana – José Tadeu Ribeiro - Tainá, Uma Aventura na Amazônia – Marcelo Corpanni - O Xangô de Baker Street – Lauro Escorel                                                                                   | - O Xangô de Baker Street – Marcos Flaksman - Amores Possíveis – Cláudio Amaral Peixoto - Caramuru: A Invenção do Brasil – Lia Renha - Copacabana – Emilia Duncan - Tônica Dominante – Ana Mara Abreu |
| Melhor Figurino | Melhor Maquiagem |
| - O Xangô de Baker Street – Marília Carneiro e Karla Monteiro - Caramuru: A Invenção do Brasil – Cao Albuquerque - Amores Possíveis – Emilia Duncan - Memórias Póstumas – Marjorie Gueller - Netto Perde Sua Alma – Tânia Oliveira                                                                | - Copacabana – Copacabana Filmes - Bicho de Sete Cabeças – Gabriela Moraes - Caramuru: A Invenção do Brasil – Marlene Moura - Netto Perde Sua Alma – Luís Carlos Jamonot - O Xangô de Baker Street – Lesley Smith |
| Melhor Edição | Melhor Efeito Visual |
| - Bicho de Sete Cabeças – Jacopo Quadri e Letizia Caudullo - Amores Possíveis – Isabelle Rathery - Bufo & Spallanzani – Sérgio Mekler, - Domésticas – Deo Teixeira - O Xangô de Baker Street – Diana Vasconcellos                                                                                 | - Copacabana – Marcelo Siqueira - Caramuru: A Invenção do Brasil – Gerald Köhler - Memórias Póstumas – Bia Pessoa - Netto Perde Sua Alma – Paulo Crespo e Alemão Gerson Machado - Tainá, Uma Aventura na Amazônia – Tietê Produções |
| Melhor Som | Melhor Trilha Sonora |
| - Caramuru: A Invenção do Brasil – Rainer Ouzonof - Bicho de Sete Cabeças – Romeu Quinto - Bufo & Spallanzani – Felix Andrew - Copacabana – José Moreau Louzeiro - O Xangô de Baker Street – Reilly Steele                                                                                        | - Amores Possíveis – João Nabuco - Bicho de Sete Cabeças – André Abujamra e Arnaldo Antunes - Bufo & Spallanzani – Dado Villa-Lobos - Netto Perde Sua Alma – Celau Moreira - A Partilha – Nelson Motta |
| Melhor Filme Estrangeiro | Júri Popular |
| - Moulin Rouge: Amor em Vermelho (Estados Unidos) - Billy Elliot (Inglaterra) - E Sua Mãe Também (México) - Malèna (Itália) - O Caminho para Casa (China) | - Bicho de Sete Cabeças – Luiz Bolognesi, Caio Gullane, Marco Mueller e Sara Silveira - Amores Possíveis – Sandra Werneck - Bufo & Spallanzani – Flávio Tambellini e Andrucha Waddington - Domésticas – Andrea Barata Ribeiro - Netto Perde Sua Alma – Beto Souza, Tabajara Ruas e Esdras Rubim                                                                                                   |